# Arctosa himalayensis
Arctosa himalayensis este o specie de păianjeni din genul Arctosa, familia Lycosidae, descrisă de Benoy Krishna Tikader și Malhotra, 1980. Conform Catalogue of Life specia Arctosa himalayensis nu are subspecii cunoscute.